# Ademhalingsstelsel
Het ademhalingsstelsel is bij organismen het orgaanstelsel dat dient voor de gaswisseling: het uitwisselen van zuurstof en koolstofdioxide. Hoe dit stelsel eruitziet, verschilt per levensvorm. 
Bij zoogdieren bestaat het ademhalingsstelsel uit de (bovenste en onderste) luchtwegen en de ademhalingsspieren.
Vogels hebben een ademhalingsstelsel waarin de longen worden geventileerd door luchtzakken, iets wat alleen bij vogels voorkomt. In deze zakken vindt geen directe gaswisseling plaats, maar ze slaan lucht op en doen dienst als een soort blaasbalg waardoor de longen vrijwel altijd verse lucht bevatten en vrijwel geen menging plaatsvindt van zuurstofrijke en zuurstofarme lucht. Vogellongen hebben in tegenstelling tot zoogdierlongen geen longblaasjes.
Andere dieren, zoals insecten, hebben een ademhalingsstelsel met een relatief simpele opbouw. Bij amfibieën speelt de huid een belangrijke rol bij de gaswisseling. 
Bij de meeste vissen zijn de kieuwen het belangrijkste onderdeel van het ademhalingsstelsel. Er zijn echter ook vissen die longen hebben, zoals de longvissen.
Planten hebben ook een ademhalingsstelsel, maar de gaswisseling is bij planten vaak tegengesteld: er wordt kooldioxide opgenomen en zuurstof uitgescheiden aan dieren. Uniek aan het ademhalingsstelsel van planten is verder dat de gaswisseling hier deels plaatsvindt via huidmondjes.